# Aldo Nadi
Aldo Nadi (Livorno, 29 de abril de 1899-Los Ángeles, 10 de noviembre de 1965) fue un deportista italiano que compitió en esgrima, especialista en las modalidades de florete, sable y espada. Participó en los Juegos Olímpicos de Amberes 1920, obteniendo en total cuatro medallas, tres de oro y una de plata.

## Palmarés internacional
| Juegos Olímpicos | Juegos Olímpicos  | Juegos Olímpicos | Juegos Olímpicos    |
| Año              | Lugar             | Medalla          | Prueba              |
| ---------------- | ----------------- | ---------------- | ------------------- |
| 1920             | Amberes (Bélgica) | Medalla de oro   | Florete por equipos |
| 1920             | Amberes (Bélgica) | Medalla de oro   | Espada por equipos  |
| 1920             | Amberes (Bélgica) | Medalla de oro   | Sable por equipos   |
| 1920             | Amberes (Bélgica) | Medalla de plata | Sable individual    |